# Pittsville (Wisconsin)
 Pittsville  ist eine Stadt (mit dem Status „City“) im Wood County im US-amerikanischen Bundesstaat Wisconsin. Im Jahr 2010 hatte Pittsville 874 Einwohner.

## Geografie
Pittsville liegt im geografischen Zentrum Wisconsins am Yellow River, einem Nebenfluss des in den Mississippi mündenden Wisconsin River. 
Die geografischen Koordinaten von Pittsville sind 44°26′21″ nördlicher Breite und 90°07′28″ westlicher Länge. Das Stadtgebiet erstreckt sich über eine Fläche von 5,13 km². 
Nachbarorte von Pittsville sind Marshfield (28 km nördlich), Arpin (18,8 km nordöstlich), Vesper (17,7 km ostnordöstlich), Wisconsin Rapids (29,2 km ostsüdöstlich), Babcock (16,1 km südlich) und City Point (25 km südwestlich).
Die nächstgelegenen größeren Städte sind Wausau (97,7 km nordöstlich), Appleton (158 km östlich), Green Bay am  Michigansee (194 km in der gleichen Richtung), Wisconsins größte Stadt Milwaukee (281 km südöstlich), Wisconsins Hauptstadt Madison (196 km südsüdöstlich), La Crosse am Mississippi (142 km südwestlich), Eau Claire (132 km westnordwestlich), die Twin Cities in Minnesota (266 km in der gleichen Richtung) und Duluth am Oberen See in Minnesota (379 km nordwestlich).

## Verkehr
Der Wisconsin State Highway 80 verläuft in Nord-Süd-Richtung als Hauptstraße durch Pittsville, nachdem er am nördlichen Stadtrand mit dem Wisconsin State Highway 73 zusammengetroffen war. Alle weiteren Straßen sind untergeordnete Landstraßen, teils unbefestigte Fahrwege sowie innerörtliche Verbindungsstraßen.
Der nächste Flughafen ist der Central Wisconsin Airport bei Wausau (75 km nordöstlich).

## Bevölkerung
Nach der Volkszählung im Jahr 2010 lebten in Pittsville 874 Menschen in 338 Haushalten. Die Bevölkerungsdichte betrug 170,4 Einwohner pro Quadratkilometer. In den 338 Haushalten lebten statistisch je 2,55 Personen. 
Ethnisch betrachtet setzte sich die Bevölkerung zusammen aus 97,9 Prozent Weißen, 0,3 Prozent amerikanischen Ureinwohnern sowie 0,8 Prozent Asiaten; 0,9 Prozent stammten von zwei oder mehr Ethnien ab. Unabhängig von der ethnischen Zugehörigkeit waren 0,8 Prozent der Bevölkerung spanischer oder lateinamerikanischer Abstammung. 
27,5 Prozent der Bevölkerung waren unter 18 Jahre alt, 58,0 Prozent waren zwischen 18 und 64 und 14,5 Prozent waren 65 Jahre oder älter. 50,0 Prozent der Bevölkerung war weiblich.
Das mittlere jährliche Einkommen eines Haushalts lag bei 44.821 USD. Das Pro-Kopf-Einkommen betrug 22.142 USD. 11,4 Prozent der Einwohner lebten unterhalb der Armutsgrenze.